# Premier district congressionnel du Nevada
Le 1er district congressionnel du Nevada occupe une partie des communautés du Comté de Clark à l'est de l'Autoroute de Las Vegas et au sud de la Base aérienne de Nellis, y compris des parties de Las Vegas, la plupart de Henderson, Paradise, Sunrise Manor et Winchester, ainsi que l'ensemble de Boulder City, Nelson et Whitney. Avec un indice CPVI de D+3, c'est l'un des districts les plus Démocrates du Nevada.
Avant le recensement de 1980, le Nevada était représenté par un seul district au Congrès. À la suite du cycle de redécoupage après le recensement de 1980, le Nevada a été divisé en deux districts, en raison de sa forte croissance démographique par rapport au reste du pays. De 1983 à 1993, le 1er district comprenait la majeure partie du Comté de Clark. De 1993 à 2003, il couvrait la majeure partie de la Vallée de Las Vegas, tandis que les parties environnantes du Comté de Clark (et le reste de l'État) se trouvaient dans le 2e district. À la suite du recensement de 2000, une nouvelle croissance démographique a abouti à la création du 3e district, qui comprenait la majeure partie de Henderson, North Las Vegas, Summerlin et une grande partie du Comté de Clark non constitué en société. Dans le même temps, le 1er district est devenu plus petit (et plus dense en population), plus urbain et plus Démocrate. Il s'est encore contracté après le recensement de 2010, qui en a fait un district majoritairement minoritaire ; Les Hispaniques constituent désormais une majorité de ses électeurs.

## Villes et villages
- Las Vegas (en partie)
- North Las Vegas (en partie)
- Paradise (en partie)
- Spring Valley (en partie)
- Sunrise Manor (en partie)
- Whitney (en partie)
- Winchester

## Historique de vote
Résultats sous les limites actuelles (depuis 2023)
| Année | Poste                 | Résultat                      |
| ----- | --------------------- | ----------------------------- |
| 2016  | Président             | Clinton 52,0 % – 42,0 %       |
| 2016  | Sénateur              | Cortez Masto 50,9 % – 40,5 %  |
| 2018  | Gouverneur            | Sisolak 53,5 % – 41,3 %       |
| 2018  | Sénateur              | Rosen 54,5 % – 41,3 %         |
| 2018  | Lieutenant Gouverneur | Marshall 53,3 % – 40,8 %      |
| 2018  | Procureur Général     | Ford 51,4 % – 43,0 %          |
| 2020  | Président             | Biden 53,2 % – 44,7 %         |
| 2022  | Sénateur              | Cortez Masto 52,0 % – 44,8 %  |
| 2022  | Gouverneur            | Sisolak 50,6 % – 45,6 %       |
| 2022  | Lieutenant Gouverneur | Cano Burkhead 49,2 % – 45,9 % |

Résultats sous les anciennes limites (2003-2013)
| Année | Poste     | Résultat              |
| ----- | --------- | --------------------- |
| 2000  | Président | Gore 56,0 % – 41,0 %  |
| 2004  | Président | Kerry 57,0 % – 42,0 % |
| 2008  | Président | Obama 64,0 % – 34,0 % |

Résultats sous les anciennes limites (2013-2023)
| Année | Poste      | Résultat                     |
| ----- | ---------- | ---------------------------- |
| 2012  | Président  | Obama 66,0 % – 32,0 %        |
| 2012  | Sénateur   | Berkley 50,0 % – 41,0 %      |
| 2014  | Gouverneur | Sandoval 66,0 % – 29,0 %     |
| 2016  | Président  | Clinton 62,0 % – 33,0 %      |
| 2016  | Sénateur   | Cortez Masto 60,2 % – 30,4 % |
| 2018  | Gouverneur | Sisolak 62,0 % – 32,0 %      |
| 2018  | Sénateur   | Rosen 64,0 % – 32,0 %        |
| 2020  | Président  | Biden 61,0 % – 36,0 %        |

## Liste des représentants du district
| Membre                             | Parti       | Années                          | Congrès     | Histoire électorale | Zone géographique                     |
| ---------------------------------- | ----------- | ------------------------------- | ----------- | --- | ------------------------------------- |
| District établi le 3 janvier 1983. |             |                                 |             | |                                       |
| Harry Reid                         | Démocrate   | 3 janvier 1983 - 3 janvier 1987 | 98e , 99e   | Élu en 1982. Réélu en 1984. Retrait pour se présenter comme Sénateur des États-Unis.                                                                                    | 1983–1993 Parties du comté de Clark   |
| James Bilbray (en)                 | Démocrate   | 3 janvier 1987 - 3 janvier 1995 | 100e - 103e | Élu en 1986. Réélu en 1988. Réélu en 1990. Réélu en 1992. Perd sa réélection.                                                                                           | 1983–1993 Parties du comté de Clark   |
| James Bilbray (en)                 | Démocrate   | 3 janvier 1987 - 3 janvier 1995 | 100e - 103e | Élu en 1986. Réélu en 1988. Réélu en 1990. Réélu en 1992. Perd sa réélection.                                                                                           | 1993–2003 Parties du Comté de Clark   |
| John Ensign                        | Républicain | 3 janvier 1995 - 3 janvier 1999 | 104e , 105e | Élu en 1994. Réélu en 1996. Retrait pour se présenter comme sénateur des États-Unis.                                                                                    |                                       |
| Shelley Berkley                    | Démocrate   | 3 janvier 1999 - 3 janvier 2013 | 106e - 112e | Élue en 1998. Réélue en 2000. Réélue en 2002. Réélue en 2004. Réélue en 2006. Réélue en 2008. Réélue en 2010. Retrait pour se présenter comme sénatrice des États-Unis. |                                       |
| Shelley Berkley                    | Démocrate   | 3 janvier 1999 - 3 janvier 2013 | 106e - 112e | Élue en 1998. Réélue en 2000. Réélue en 2002. Réélue en 2004. Réélue en 2006. Réélue en 2008. Réélue en 2010. Retrait pour se présenter comme sénatrice des États-Unis. | 2003–2013 Parties du comté de Clark   |
| Dina Titus                         | Démocrate   | Depuis le 3 janvier 2013        | 113e - 119e | Élue en 2012. Réélue en 2014. Réélue en 2016. Réélue en 2018. Réélue en 2020. Réélue en 2022. Réélue en 2024.                                                           | 2013–2023 Parties du comté de Clark   |
| Dina Titus                         | Démocrate   | Depuis le 3 janvier 2013        | 113e - 119e | Élue en 2012. Réélue en 2014. Réélue en 2016. Réélue en 2018. Réélue en 2020. Réélue en 2022. Réélue en 2024.                                                           | Depuis 2023 Parties du Comté de Clark |

## Résultats des récentes élections
Voici les résultats des dix précédents cycles électoraux dans le district.

### 2004
| Élection de 2004 du 1er district congressionnel du Nevada | Élection de 2004 du 1er district congressionnel du Nevada | Élection de 2004 du 1er district congressionnel du Nevada | Élection de 2004 du 1er district congressionnel du Nevada | Élection de 2004 du 1er district congressionnel du Nevada |
| --------------------------------------------------------- | --------------------------------------------------------- | --------------------------------------------------------- | --------------------------------------------------------- | --------------------------------------------------------- |
| Parti                                                     | Parti                                                     | Candidat                                                  | Votes                                                     | %                                                         |
|                                                           | Démocrate                                                 | Shelley Berkley (sortante)                                | 133 569                                                   | 65,98                                                     |
|                                                           | Républicain                                               | Russ Mickelson                                            | 63 005                                                    | 31,12                                                     |
|                                                           | Libertarien                                               | Jim Duensing                                              | 5862                                                      | 2,90                                                      |
| Total des votes                                           | Total des votes                                           | Total des votes                                           | 202 436                                                   | 100%                                                      |
|                                                           | Les Démocrates conservent                                 |                                                           |                                                           |                                                           |

### 2006
| Élection de 2006 du 1er district congressionnel du Nevada | Élection de 2006 du 1er district congressionnel du Nevada | Élection de 2006 du 1er district congressionnel du Nevada | Élection de 2006 du 1er district congressionnel du Nevada | Élection de 2006 du 1er district congressionnel du Nevada |
| --------------------------------------------------------- | --------------------------------------------------------- | --------------------------------------------------------- | --------------------------------------------------------- | --------------------------------------------------------- |
| Parti                                                     | Parti                                                     | Candidat                                                  | Votes                                                     | %                                                         |
|                                                           | Démocrate                                                 | Shelley Berkley (sortante)                                | 85 025                                                    | 64,84                                                     |
|                                                           | Républicain                                               | Kenneth Wegner                                            | 40 917                                                    | 31,20                                                     |
|                                                           | Libertarien                                               | Jim Duensing                                              | 2843                                                      | 2,17                                                      |
|                                                           | Independent American (en)                                 | Darnell Roberts                                           | 2339                                                      | 1,78                                                      |
| Total des votes                                           | Total des votes                                           | Total des votes                                           | 131 124                                                   | 100%                                                      |
|                                                           | Les Démocrates conservent                                 |                                                           |                                                           |                                                           |

### 2008
| Élection de 2008 du 1er district congressionnel du Nevada | Élection de 2008 du 1er district congressionnel du Nevada | Élection de 2008 du 1er district congressionnel du Nevada | Élection de 2008 du 1er district congressionnel du Nevada | Élection de 2008 du 1er district congressionnel du Nevada |
| --------------------------------------------------------- | --------------------------------------------------------- | --------------------------------------------------------- | --------------------------------------------------------- | --------------------------------------------------------- |
| Parti                                                     | Parti                                                     | Candidat                                                  | Votes                                                     | %                                                         |
|                                                           | Démocrate                                                 | Shelley Berkley (sortante)                                | 154 860                                                   | 67,65                                                     |
|                                                           | Républicain                                               | Kenneth Wegner                                            | 64 837                                                    | 28,32                                                     |
|                                                           | Independent American (en)                                 | Caren Alexander                                           | 4697                                                      | 2,05                                                      |
|                                                           | Libertarien                                               | Jim Duensing                                              | 4528                                                      | 1,98                                                      |
| Total des votes                                           | Total des votes                                           | Total des votes                                           | 228 922                                                   | 100%                                                      |
|                                                           | Les Démocrates conservent                                 |                                                           |                                                           |                                                           |

### 2010
| Élection de 2010 du 1er district congressionnel du Nevada | Élection de 2010 du 1er district congressionnel du Nevada | Élection de 2010 du 1er district congressionnel du Nevada | Élection de 2010 du 1er district congressionnel du Nevada | Élection de 2010 du 1er district congressionnel du Nevada |
| --------------------------------------------------------- | --------------------------------------------------------- | --------------------------------------------------------- | --------------------------------------------------------- | --------------------------------------------------------- |
| Parti                                                     | Parti                                                     | Candidat                                                  | Votes                                                     | %                                                         |
|                                                           | Démocrate                                                 | Shelley Berkley (sortante)                                | 103 246                                                   | 61,75                                                     |
|                                                           | Républicain                                               | Kenneth Wegner                                            | 58 995                                                    | 35,28                                                     |
|                                                           | Independent American (en)                                 | Jonathan J. Hansen                                        | 2847                                                      | 1,70                                                      |
|                                                           | Libertarien                                               | Ed Klapproth                                              | 2118                                                      | 1,27                                                      |
| Total des votes                                           | Total des votes                                           | Total des votes                                           | 167 306                                                   | 100%                                                      |
|                                                           | Les Démocrates conservent                                 |                                                           |                                                           |                                                           |

### 2012
| Élection de 2012 du 1er district congressionnel du Nevada | Élection de 2012 du 1er district congressionnel du Nevada | Élection de 2012 du 1er district congressionnel du Nevada | Élection de 2012 du 1er district congressionnel du Nevada | Élection de 2012 du 1er district congressionnel du Nevada |
| --------------------------------------------------------- | --------------------------------------------------------- | --------------------------------------------------------- | --------------------------------------------------------- | --------------------------------------------------------- |
| Parti                                                     | Parti                                                     | Candidat                                                  | Votes                                                     | %                                                         |
|                                                           | Démocrate                                                 | Dina Titus                                                | 113 967                                                   | 63,57                                                     |
|                                                           | Républicain                                               | Chris Edwards                                             | 56 521                                                    | 31,53                                                     |
|                                                           | Independent American (en)                                 | Stan Vaughan                                              | 4145                                                      | 2,31                                                      |
|                                                           | Libertarien                                               | William "Bill" Pojunis                                    | 4645                                                      | 2,59                                                      |
| Total des votes                                           | Total des votes                                           | Total des votes                                           | 179 278                                                   | 100%                                                      |
|                                                           | Les Démocrates conservent                                 |                                                           |                                                           |                                                           |

### 2014
| Élection de 2014 du 1er district congressionnel du Nevada | Élection de 2014 du 1er district congressionnel du Nevada | Élection de 2014 du 1er district congressionnel du Nevada | Élection de 2014 du 1er district congressionnel du Nevada | Élection de 2014 du 1er district congressionnel du Nevada |
| --------------------------------------------------------- | --------------------------------------------------------- | --------------------------------------------------------- | --------------------------------------------------------- | --------------------------------------------------------- |
| Parti                                                     | Parti                                                     | Candidat                                                  | Votes                                                     | %                                                         |
|                                                           | Démocrate                                                 | Dina Titus (sortante)                                     | 45 643                                                    | 56,84                                                     |
|                                                           | Républicain                                               | Annette Teijeiro                                          | 30 413                                                    | 37,87                                                     |
|                                                           | Libertarien                                               | Richard Charles                                           | 2617                                                      | 3,26                                                      |
|                                                           | Independent American (en)                                 | Kamau Bakari                                              | 1626                                                      | 2,03                                                      |
| Total des votes                                           | Total des votes                                           | Total des votes                                           | 80 299                                                    | 100%                                                      |
|                                                           | Les Démocrates conservent                                 |                                                           |                                                           |                                                           |

### 2016
| Élection de 2016 du 1er district congressionnel du Nevada | Élection de 2016 du 1er district congressionnel du Nevada | Élection de 2016 du 1er district congressionnel du Nevada | Élection de 2016 du 1er district congressionnel du Nevada | Élection de 2016 du 1er district congressionnel du Nevada |
| --------------------------------------------------------- | --------------------------------------------------------- | --------------------------------------------------------- | --------------------------------------------------------- | --------------------------------------------------------- |
| Parti                                                     | Parti                                                     | Candidat                                                  | Votes                                                     | %                                                         |
|                                                           | Démocrate                                                 | Dina Titus (sortante)                                     | 116 537                                                   | 61,87                                                     |
|                                                           | Républicain                                               | Mary Perry                                                | 54 174                                                    | 28,76                                                     |
|                                                           | Indépendant                                               | Reuben D'Silva                                            | 13 897                                                    | 7,38                                                      |
|                                                           | Independent American (en)                                 | Kamau Bakari                                              | 3744                                                      | 1,99                                                      |
| Total des votes                                           | Total des votes                                           | Total des votes                                           | 188 352                                                   | 100%                                                      |
|                                                           | Les Démocrates conservent                                 |                                                           |                                                           |                                                           |

### 2018
| Élection de 2018 du 1er district congressionnel du Nevada | Élection de 2018 du 1er district congressionnel du Nevada | Élection de 2018 du 1er district congressionnel du Nevada | Élection de 2018 du 1er district congressionnel du Nevada | Élection de 2018 du 1er district congressionnel du Nevada |
| --------------------------------------------------------- | --------------------------------------------------------- | --------------------------------------------------------- | --------------------------------------------------------- | --------------------------------------------------------- |
| Parti                                                     | Parti                                                     | Candidat                                                  | Votes                                                     | %                                                         |
|                                                           | Démocrate                                                 | Dina Titus (sortante)                                     | 100 674                                                   | 66,16                                                     |
|                                                           | Républicain                                               | Joyce Bentley                                             | 46 969                                                    | 30,87                                                     |
|                                                           | Independent American (en)                                 | Dan Garfield                                              | 2453                                                      | 1,61                                                      |
|                                                           | Libertarien                                               | Robert Van Strawder Jr.                                   | 2061                                                      | 1,36                                                      |
| Total des votes                                           | Total des votes                                           | Total des votes                                           | 152 157                                                   | 100%                                                      |
|                                                           | Les Démocrates conservent                                 |                                                           |                                                           |                                                           |

### 2020
| Élection de 2020 du 1er district congressionnel du Nevada | Élection de 2020 du 1er district congressionnel du Nevada | Élection de 2020 du 1er district congressionnel du Nevada | Élection de 2020 du 1er district congressionnel du Nevada | Élection de 2020 du 1er district congressionnel du Nevada |
| --------------------------------------------------------- | --------------------------------------------------------- | --------------------------------------------------------- | --------------------------------------------------------- | --------------------------------------------------------- |
| Parti                                                     | Parti                                                     | Candidat                                                  | Votes                                                     | %                                                         |
|                                                           | Démocrate                                                 | Dina Titus (sortante)                                     | 137 868                                                   | 61,8                                                      |
|                                                           | Républicain                                               | Joyce Bentley                                             | 74 490                                                    | 33,4                                                      |
|                                                           | Independent American (en)                                 | Kamau Bakari                                              | 6190                                                      | 2,8                                                       |
|                                                           | Libertarien                                               | Robert Van Strawder Jr.                                   | 4665                                                      | 2,1                                                       |
| Total des votes                                           | Total des votes                                           | Total des votes                                           | 223 213                                                   | 100%                                                      |
|                                                           | Les Démocrates conservent                                 |                                                           |                                                           |                                                           |

### 2022
| Primaire Démocrate de 2022 du 1er district congressionnel du Nevada | Primaire Démocrate de 2022 du 1er district congressionnel du Nevada | Primaire Démocrate de 2022 du 1er district congressionnel du Nevada | Primaire Démocrate de 2022 du 1er district congressionnel du Nevada | Primaire Démocrate de 2022 du 1er district congressionnel du Nevada |
| ------------------------------------------------------------------- | ------------------------------------------------------------------- | ------------------------------------------------------------------- | ------------------------------------------------------------------- | ------------------------------------------------------------------- |
| Parti                                                               | Parti                                                               | Candidat                                                            | Votes                                                               | %                                                                   |
|                                                                     | Démocrate                                                           | Dina Titus (sortante)                                               | 33 565                                                              | 79,8                                                                |
|                                                                     | Démocrate                                                           | Amy Vilela                                                          | 8482                                                                | 20,2                                                                |

| Primaire Républicaine de 2022 du 1er district congressionnel du Nevada | Primaire Républicaine de 2022 du 1er district congressionnel du Nevada | Primaire Républicaine de 2022 du 1er district congressionnel du Nevada | Primaire Républicaine de 2022 du 1er district congressionnel du Nevada | Primaire Républicaine de 2022 du 1er district congressionnel du Nevada |
| ---------------------------------------------------------------------- | ---------------------------------------------------------------------- | ---------------------------------------------------------------------- | ---------------------------------------------------------------------- | ---------------------------------------------------------------------- |
| Parti                                                                  | Parti                                                                  | Candidat                                                               | Votes                                                                  | %                                                                      |
|                                                                        | Républicain                                                            | Mark Robertson                                                         | 12 375                                                                 | 30,1                                                                   |
|                                                                        | Républicain                                                            | David Brog                                                             | 7226                                                                   | 17,6                                                                   |
|                                                                        | Républicain                                                            | Carolina Serrano                                                       | 7050                                                                   | 17,1                                                                   |
|                                                                        | Républicain                                                            | Cresent Hardy                                                          | 4790                                                                   | 11,6                                                                   |
|                                                                        | Républicain                                                            | Cynthia Dianne Street                                                  | 4782                                                                   | 11,6                                                                   |
|                                                                        | Républicain                                                            | Jane Adams                                                             | 2081                                                                   | 5,1                                                                    |
|                                                                        | Républicain                                                            | Morgun Sholty                                                          | 1998                                                                   | 4,9                                                                    |
|                                                                        | Républicain                                                            | Jessie Turner                                                          | 845                                                                    | 2,0                                                                    |

| Élection de 2022 du 1er district congressionnel du Nevada | Élection de 2022 du 1er district congressionnel du Nevada | Élection de 2022 du 1er district congressionnel du Nevada | Élection de 2022 du 1er district congressionnel du Nevada | Élection de 2022 du 1er district congressionnel du Nevada |
| --------------------------------------------------------- | --------------------------------------------------------- | --------------------------------------------------------- | --------------------------------------------------------- | --------------------------------------------------------- |
| Parti                                                     | Parti                                                     | Candidat                                                  | Votes                                                     | %                                                         |
|                                                           | Démocrate                                                 | Dina Titus (sortante)                                     | 115 700                                                   | 51,6                                                      |
|                                                           | Républicain                                               | Mark Robertson                                            | 103 115                                                   | 46,0                                                      |
|                                                           | Libertarien                                               | Ken Cavaneugh                                             | 5534                                                      | 2,5                                                       |
| Total des votes                                           | Total des votes                                           | Total des votes                                           | 224 349                                                   | 100%                                                      |
|                                                           | Les Démocrates conservent                                 |                                                           |                                                           |                                                           |

### 2024
La Primaire Démocrate a été annulée. Dina Titus (D-Sortante), avance vers l'Élection Générale.
| Primaire Républicaine de 2024 du 1er district congressionnel du Nevada | Primaire Républicaine de 2024 du 1er district congressionnel du Nevada | Primaire Républicaine de 2024 du 1er district congressionnel du Nevada | Primaire Républicaine de 2024 du 1er district congressionnel du Nevada | Primaire Républicaine de 2024 du 1er district congressionnel du Nevada |
| ---------------------------------------------------------------------- | ---------------------------------------------------------------------- | ---------------------------------------------------------------------- | ---------------------------------------------------------------------- | ---------------------------------------------------------------------- |
| Parti                                                                  | Parti                                                                  | Candidat                                                               | Votes                                                                  | %                                                                      |
|                                                                        | Républicain                                                            | Mark Robertson                                                         | 14 102                                                                 | 48,2                                                                   |
|                                                                        | Républicain                                                            | Flemming Larsen                                                        | 11 434                                                                 | 39,1                                                                   |
|                                                                        | Républicain                                                            | Jim Blockey                                                            | 1487                                                                   | 5,1                                                                    |
|                                                                        | Républicain                                                            | Michael Boris                                                          | 1279                                                                   | 4,4                                                                    |
|                                                                        | Républicain                                                            | Evan Stone                                                             | 950                                                                    | 3,2                                                                    |

| Élection de 2024 du 1er district congressionnel du Nevada | Élection de 2024 du 1er district congressionnel du Nevada | Élection de 2024 du 1er district congressionnel du Nevada | Élection de 2024 du 1er district congressionnel du Nevada | Élection de 2024 du 1er district congressionnel du Nevada |
| --------------------------------------------------------- | --------------------------------------------------------- | --------------------------------------------------------- | --------------------------------------------------------- | --------------------------------------------------------- |
| Parti                                                     | Parti                                                     | Candidat                                                  | Votes                                                     | %                                                         |
|                                                           | Démocrate                                                 | Dina Titus (sortante)                                     | TBD                                                       | TBD                                                       |
|                                                           | Républicain                                               | Mark Robertson                                            | TBD                                                       | TBD                                                       |
|                                                           | Indépendant                                               | Ron Quince                                                | TBD                                                       | TBD                                                       |
|                                                           | Independent American (en)                                 | Bill Hoge                                                 | TBD                                                       | TBD                                                       |
|                                                           | Libertarien                                               | David Havlicek                                            | TBD                                                       | TBD                                                       |
|                                                           | Indépendant                                               | David Goossen                                             | TBD                                                       | TBD                                                       |
| Total des votes                                           | Total des votes                                           | Total des votes                                           | TBD                                                       | 100%                                                      |
|                                                           |                                                           |                                                           |                                                           |                                                           |

## Frontières historiques du district

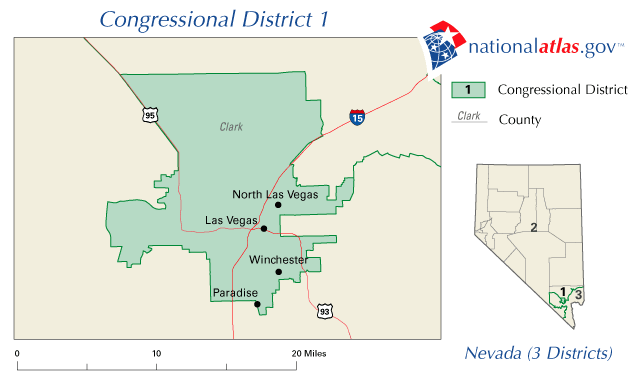
2003 - 2013

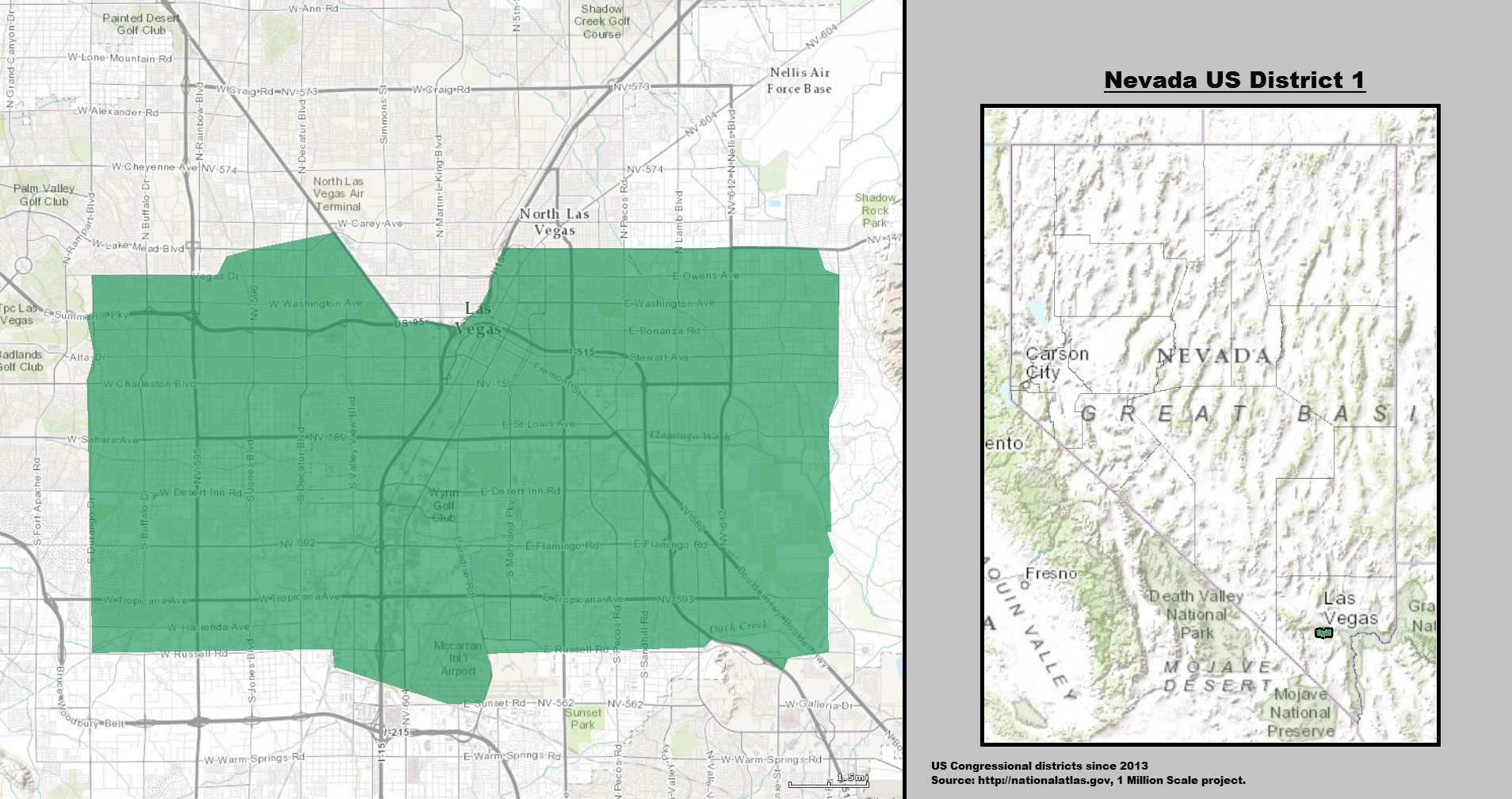
2013 - 2023